# セルジオ・ファン・ダイク
セルジオ・ファン・ダイク（Sergio van Dijk, 1982年8月6日 - ）は、オランダのアッセン出身の元インドネシア代表サッカー選手。
ファーストネームのセルジオ（セルジーニョ）は、1982 FIFAワールドカップに出場した元ブラジル代表のセルジーニョ・シュラッパに由来し、ブラジル代表のファンだった母親によって名付けられた。

## 経歴
フローニンゲンの下部組織でアリエン・ロッベンと一緒だった。オランダではフローニンゲン、ヘルモント・スポルト、エメンに所属した。
2008年、ブリスベン・ロアーに移籍した。2008-09シーズンは12得点6アシストの活躍だった。
2010年、ブリスベン・ロアー所属の2シーズンで25得点を記録した後、アデレード・ユナイテッドFCに移籍した。2010-11シーズンは30試合17得点（ファイナルシリーズの成績を含む）を記録してAリーグ得点王に輝いた。同年のAFCチャンピオンズリーグ2010でも7試合2得点を記録した。Aリーグに所属した4シーズンで通算50得点を記録するなど成功を収め、Aリーグを代表する外国人選手となった。
2013年、プルシブ・バンドンに移籍した。同年、母親が起源を持つインドネシアの市民権を取得し、インドネシア代表としてオランダ代表戦に出場した。
2013年12月、セパハンに移籍した。
2014年、スパンブリーに移籍した。
2016年1月17日、6年ぶりにアデレード・ユナイテッドFCに復帰。しかし、同年5月にはプルシブ・バンドンに復帰した。
プルシブ・バンドン退団後はオランダのアマチュアクラブであるVVペリカン-Sでプレーした後に現役引退。

## 代表
2013年、インドネシア代表として初出場を果たした。

## タイトル

### 試合数
2015年10月5日現在
| 年   | 代表国       | 出場 | 得点 |
| ---- | ------------ | ---- | ---- |
| 2013 | インドネシア | 3    | 1    |
| 2014 | インドネシア | 3    | 1    |
| 通算 | 通算         | 6    | 1    |

### 個人
- Aリーグ 得点王 (1) : 2010-11 (16得点)